# Chichimecas blancos
Los Chichimecas blancos (En nahuatl: Iztachichimecah) fueron un grupo guamare que abarcaba varias tribus diferentes y de distinta lengua. Pertenecieron a la Confederación guamare desde poco antes de la llegada de los españoles, fueron los últimos en integrarse dado a la situación de guerras internas entre sus dos principales tribus (Xiconaques y Cuxtaques). Colindaban al este y norte con las tribus de Comanja de Jaso, San Miguel, Copuces y Guaxabanes, al oeste y sur con diversos señoríos caxcanes y tecuexes, y al norte con Tlacuitlapán.
El adjetivo de "blancos" se les fue puesto por los conquistadores españoles a causa de la blancura de su piel en comparación con otros grupos o por la blancura alcalina de la tierra en donde habitaban; o bien por la conjunción de estos dos factores.